# Estela funerària de l'esfinx de Cesnola
L'Estela funerària de l'esfinx de Cesnola és una estela grega clàssica que data del darrer quart del segle v abans de la nostra era.
Forma part de la Col·lecció Cesnola del Museu Metropolità d'Art de Nova York, una subsecció del Departament d'Art Grec i Romà, que pren el nom del primer director del museu, Luigi Palma di Cesnola, la col·lecció del qual es considera l'adquisició més antiga i inaugural del museu després que obrís al Central Park el 1880.
Composta per més de 6.000 peces, transportades en 275 caixes, l'estela, dins la col·lecció, va servir de pedra angular per a l'estudi de l'art xipriota, cruïlla d'influències de l'art assiri, fenici, egipci, el grec i el romà.

## Antecedents i procedència
Luigi Palma di Cesnola rebé la Medalla d'Honor en la Guerra Civil dels Estats Units, i també tenia un ampli historial militar a Europa.
Després fou cònsol estatunidenc a Xipre el 1865, on va realitzar extenses excavacions per tota l'illa.
L'estela funerària va ser catalogada el 1874 i la va adquirir oficialment el museu el 1874-1876. Un informe del 1907 indicava que un restaurador que col·laborava amb Cesnola, Charles Balliard, va intentar restaurar el cap que mancava de l'esfinx de l'esquerra amb un cap trobat molt a prop, in situ, al cementeri, però es va comprovar que no coincidia amb l'estela.

## Descripció
L'escultura consta de dues esfinxs, i a la de l'esquerra li manca el cap. Trobada en fragments, l'estela s'havia trencat de banda a banda, juntament amb les potes davanteres, que les repararen més tard. La part inferior té un fris de palmetes, ous i dards, característic de l'estil del segle v abans de la nostra era, amb parts de l'estela amb restes de policromia de pintura vermella-marró.(1)
Totes dues esfinxs són d'esquena, mirant cap a fora en perspectiva de tres quarts. L'esfinx intacta té el cabell llarg, recollit als costats, i cobrint-li les orelles; duu una corona formada amb cercles. La part posterior té la meitat inferior trencada.(3)
El motiu de l'esfinx de l'estela indica la seua prominència en els objectes de culte, ja que abans de la creació de l'estela, a mitjan segle v ae, la representació també apareixia en el Sarcòfag d'Amantunt, considerat l'objecte més significatiu de la col·lecció de Cesnola juntament amb l'estela, famosa per la policromia que conserva.